# Cupido kinkurka
Cupido kinkurka är en fjärilsart som beskrevs av Felder 1862. Cupido kinkurka ingår i släktet Cupido och familjen juvelvingar. Inga underarter finns listade i Catalogue of Life.